# Venília
Venília é o nome de pelo menos três personagens, na mitologia. Na mitologia romana, é uma deusa associada aos ventos e ao mar. Alguns antigos a relacionam com Netuno, outros com Jano. Ainda na mitologia romana, Virgílio e Ovídio a descrevem como uma ninfa, filha de Pilumno, irmã de Amata e mulher de Dauno, com o qual teve como filhos Turno, rei dos rútulos, e Juturna. 
Na mitologia grega, Venília é uma ninfa marinha do mar Tirreno.